# Киселевка (Мордовия)
Киселевка — деревня в Зубово-Полянском районе Мордовии России. Входит в состав Жуковского сельского поселения.

## История
В «Списке населённых мест Тамбовской губернии за 1866» Киселевка казенная деревня из 27 дворов Спасского уезда.

## Население
| 2002 | 2010 |
| ---- | ---- |
| 108  | ↘106 |

Национальный состав
Согласно результатам Всероссийской переписи населения 2002 года, в национальной структуре населения мордва-мокша составляли 65 %, русские — 35 %.